# Mesorregión del Norte de Amapá
La mesorregión del Norte de Amapá era una de las dos mesorregiones del estado brasileño de Amapá. Estaba formada por la unión de cinco municipios distribuidos en dos microrregiones. En el siglo XVIII, Francia reivindicó la posesión del área.
Con la revisión de la división regional de Brasil por el IGBE en 2017, las mesorregiones y microrregiones fueron sustituidas por regiones geográficas intermedias e inmediatas, respectivamente.

## Microrregiones
- Microrregión de Amapá
- Microrregión de Oiapoque